# La Morisma de Guadalupe
La Morisma de Guadalupe es una fiesta de corte profano - religioso, que se lleva a cabo 2 veces por año en el campo de los moros de la ciudad de Guadalupe, Zacatecas, México, representando la Batalla de Lepanto entre los cristianos y musulmanes en el año de 1571 con victoria para los cristianos. Los representantes pertenecen a la Corporación de San Juan Bautista.

## Corporación de San Juan Bautista
Los orígenes se remontan al año de 1900 en el Convento de Nuestra Señora de Guadalupe. Algunos de sus iniciadores fueron Cleto Castro, Jesús Alfaro y Castulo Ruiz, entre otros. A este último (Castulo ruiz) le detonó un cañón por la espalda, por lo que falleció; en su honor se lee un acta conmemorativa en la Parroquia de Nuestra Señora de Loreto el 24 de junio de cada año.
La corporación es un grupo religioso con sede en el Convento de Nuestra Señora de Guadalupe, que tiene como objetivo combatir los males en el vestir, los vicios y la delincuencia por medio de la oración y el servicio. Para ingresar a la corporación, los aspirantes deberán pasar por un periodo de formación de 9 meses que dura de octubre a junio, en donde aprenderán los estatutos y se les dará formación espiritua. Cuando termina este periodo se les impone el distintivo de la corporación y se anotan en el libro de registros en una celebración religiosa el día 22 de junio, en el Convento de Nuestra Señora de Guadalupe, donde son recibidos por los demás socios tras una peregrinación desde el Campo de los Moros.

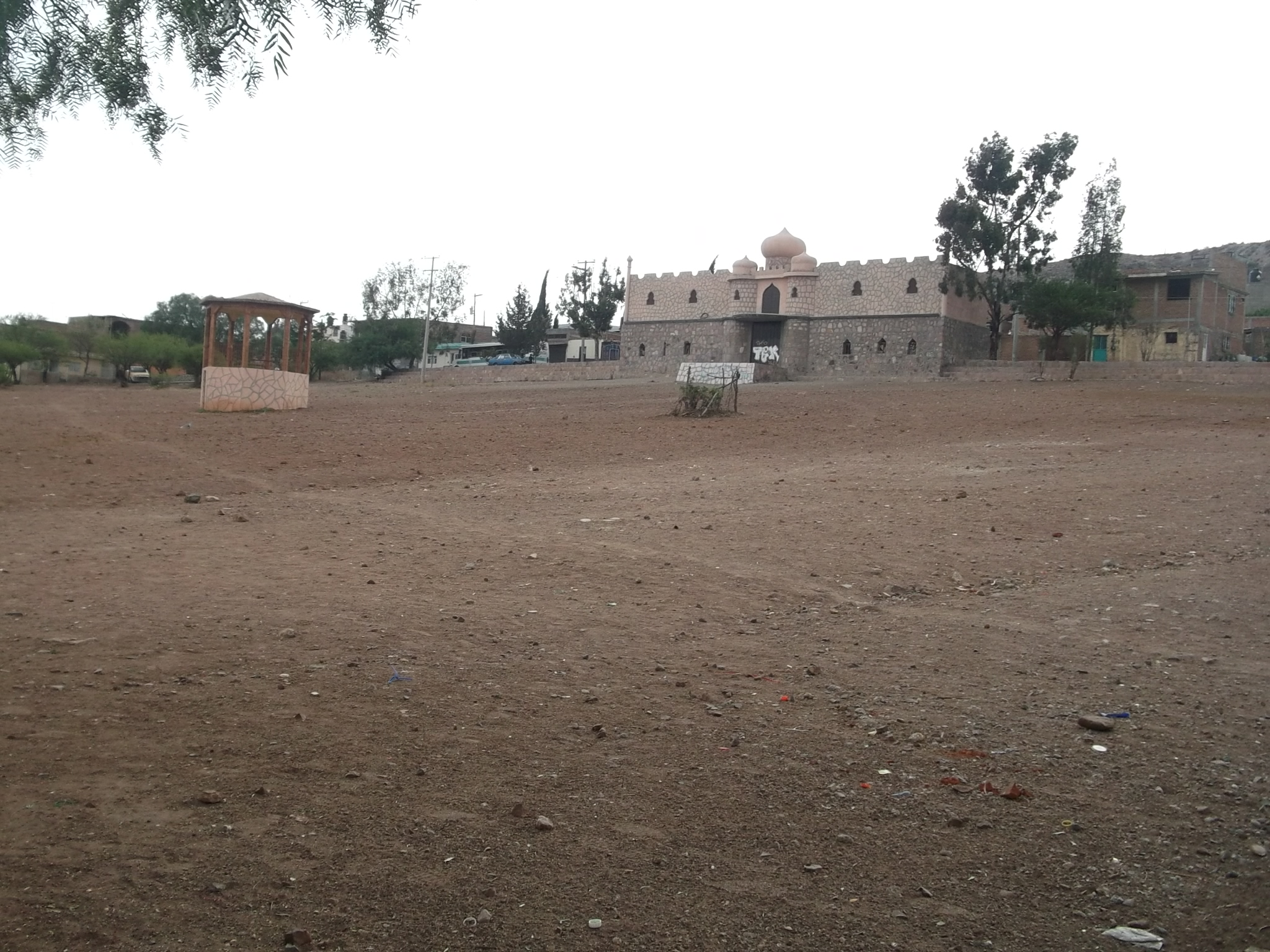
Campo donde se realiza la celebración

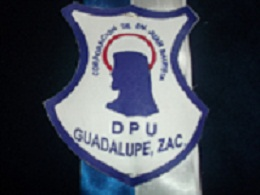
Logotipo de la Corporación de San Juan Bautista

## La Morisma
Las escenificaciones de batallas ante musulmanes y cristianos remontan sus orígenes hasta la península ibérica, prácticamente en la inmediatez del triunfo de los Reyes Católicos sobre Boabdil, que puso fin a la Reconquista. En España, las morismas –cuyo nombre no ha cambiado desde entonces- formaban parte de una cultura centralizadora que buscaba la unificación de todos los reinos peninsulares y que se erigía como representante de la cristiandad ante la amenaza del imperio otomano, los piratas turcos y la resistencia interna que se tornó violenta en la rebelión de las Alpujarras. Aunado a ello, durante las batallas de la que caída de Tenochtitlan, a imitación de las morismas españolas, se fomentaba la tradición de que los santos irrumpían en las luchas a favor de los peninsulares. 
Con base en lo anterior, en las morismas novohispanas, los indios desempeñaban tanto del papel de indios como el rol de cristianos, de modo que se buscaba no excluirles de la cristiandad que triunfaba. Entre 1538 y 1539 se llevaron a cabo en México y Tlaxcala dos morismas representando las cruzadas: la toma de Rodas y la toma de Jerusalén (Corpus Cristi). Con el paso de los años, las morismas fueron sufriendo de variaciones y subvariaciones en su estructura fundamental. En cualquier caso, las modificaciones no surgieron esencialmente por la intervención de los misioneros, sino por la apropiación de los grupos indígenas y el pueblo. Se cambiaron entonces las narrativas, los diálogos, los símbolos hasta que se produjeron versiones tales como una donde Santiago es inmolado y, después de su resurrección, convertido en aliado de quienes habían sido sus enemigos. También hay una especie de híbrido en la danza azteca-chichimeca, donde se invoca a Dios y a Santiago; empero originalmente la danza era una exaltación de Ometéotl y Quetzalcóatl. 
Según las crónicas y creencias populares, las primeras morismas en Zacatecas fueron impulsadas por los franciscanos, especialmente en honor a Nuestra Señora de la Victoria el 7 de octubre de 1622. En particular, la Morisma de Bracho es una apropiación popular de los hechos y las secuencias, como es el caso del cambio de patrono de la morisma –ahora es San Juan Bautista-.
La Morisma de Zacatecas recibe su nombre por realizarse en Lomas de Bracho, ubicadas a las afueras de la ciudad. Se presume que mientras hoy la celebración contempla 12 mil personas, hace 100 años contaba con un millar. Sin embargo, la época de la revolución trajo consigo persecuciones religiosas y de repliegue comunitario, mismas que llevaron a la suspensión de la fiesta por dos o tres décadas. 
La Morisma de Guadalupe se lleva a cabo los días 22, 23 y 24 de junio en honor a San Juan Bautista y los días 5, 6 y 7 de octubre en honor a la Virgen del Rosario. en la fiesta, los representantes utilizan uniformes de aquella época mezclados con la época colonial, tambores, cornetas, clarines, armas de fuego e inclusive cañones. los representantes se dividen en dos bandos, los cristianos y turcos, los cristianos son los personajes del rey Felipe II, Juan de Austria, Carlomagno y los devastadores, así como tres batallones cristianos, junto a 12 pares de carabineros, los turcos son los generales turcos y el rey Moro, con el primero, segundo y tercer batallón, acompañado por la Banda de guerra y su caballería.

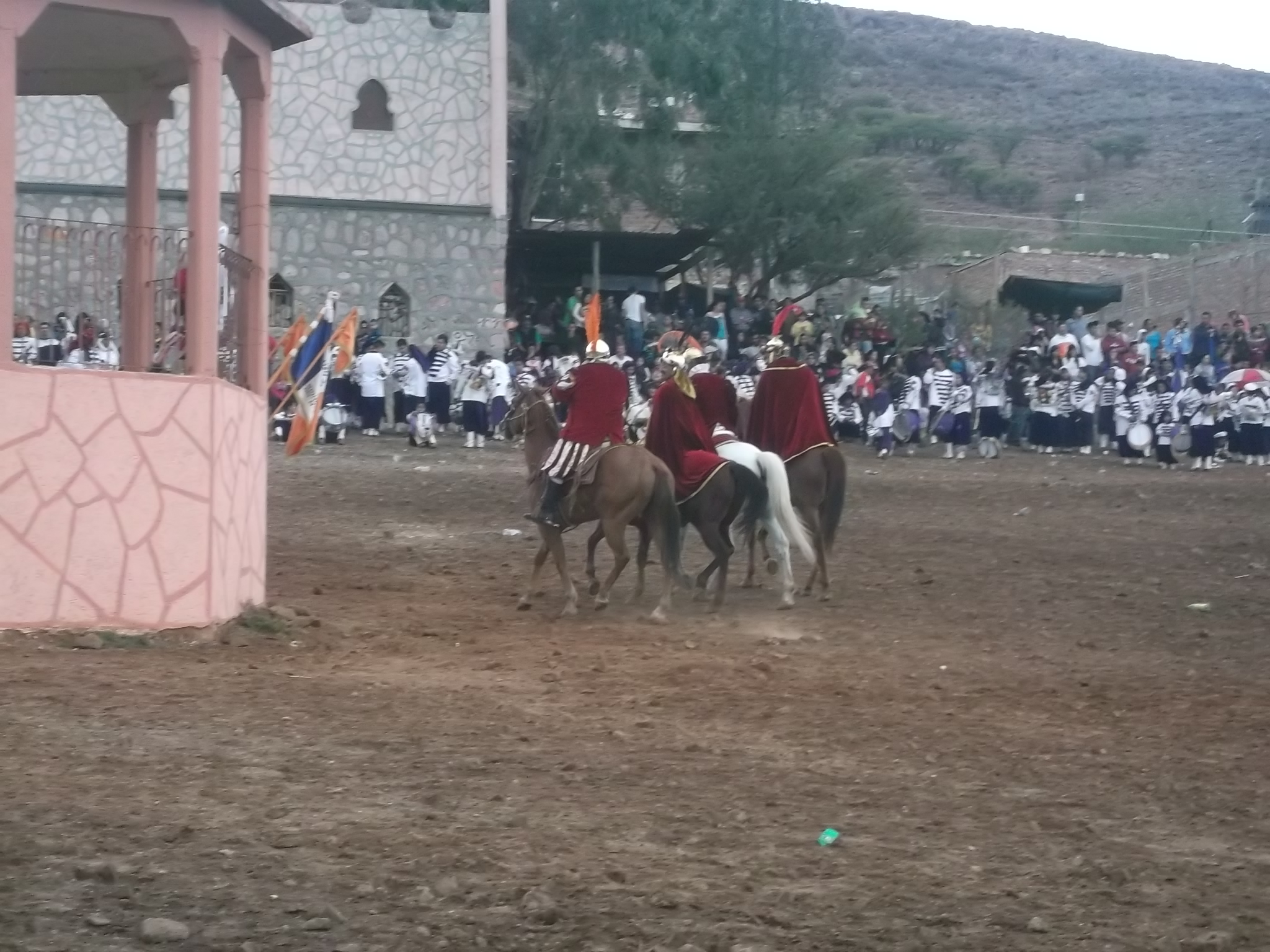
Parlamento en la morisma

Durante el primer día se celebra la reunión en el campo para bajar en peregrinación hacia misa en el convento de Nuestra Señora de Guadalupe para la toma de distintivos para los nuevos socios.
Al segundo día se reúnen todas las tropas en el jardín Juárez y suben al campo de los moros ubicado en la colonia bellavista, al llegar al Campo de los Moros, realizan varias representaciones del combate entre Carlomagno y Fierabrás; después de esta representación se realiza la misa general en el campo de los moros, por la tarde se realiza el simulacro de la toma de plaza por los turcos donde los cristianos despojan a los turcos pero tras intensos combates los turcos lograr tomar la plaza. Después de estas representaciones bajan hacia el convento y así termina el 2.º día de la fiesta.

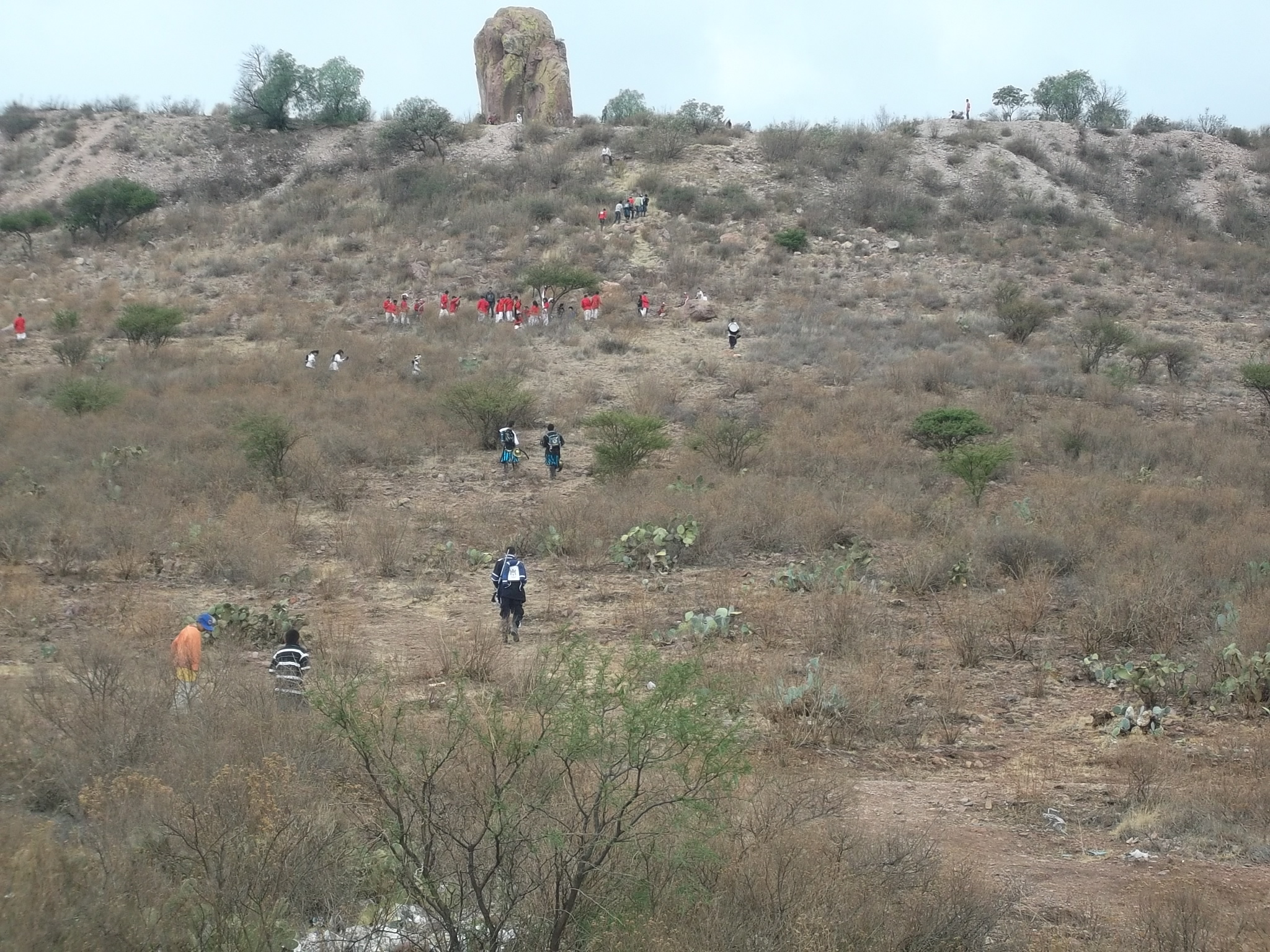
Cristianos reuniéndose en el cerro

Al tercer y último día de esta fiesta, se llevan a cabo las mañanitas a los santos patrones, esto a las 4 a. m. y a las 6 a. m. la misa general, cerca de las 9 de la mañana, las calles del centro de la ciudad son cerradas para dar paso al desfile de los jinetes, batallones de soldados, reyes, cristianos y moros, quienes marcharán acompañados del redoble de los tambores y toque del clarín, que anuncia el regreso de los cristianos para intentar recuperar la plaza, al llegar al campo se realizan duros combates en representación del desafío de Don Juan de Austria y su aprehensión donde los turcos logran capturar al general cristiano, pero el general Osmán le perdona la vida dejándole en libertad, nuevamente los turcos despojan a los cristianos de la plaza, estos huyen por refuerzos (representado por la huida al cerro) y regresan a la plaza en una emboscada en forma de cruz, después de intensos combates logran capturar al rey moro pero este escapa con ayuda de sus tropas, al volverlo a capturar lo aprisionan y lo decapitan, para así derrotar al bando turco. Al concluir esto, bajan al Santuario de Nuestra Señora de Guadalupe a recibir la bendición, para así terminar la fiesta.

## Otras participaciones de la Corporación
La corporación no solo participa en la Morisma de Guadalupe, en ocasiones es invitado por otras cofradías a sus morismas, como lo es la Cofradía de Sauceda y la Cofradía de San Juan Bautista la cual es responsable de las Morismas de Bracho entre otras. También participa en otras actividades de la ciudad de Guadalupe, por ejemplo en el novenario a San Francisco de Asís o en el docenario a la Virgen de Guadalupe, la romería del regreso de la virgen de la Preladita de la Catedral de Zacatecas al convento franciscano en Guadalupe.

## Batallones de la morisma
| Turcos                         | Cristianos                      |
| ------------------------------ | ------------------------------- |
| General Osman                  | Rey Felipe segundo              |
| Capitán Granado                | General Juan de Austria         |
| Almirante Balan                | Alonso de Guzmán                |
| Rey Selim II y su escolta real | Ayudante general                |
| Caballería                     | Desbastadores                   |
| Fierabrás y 12 pares           | Emperador Carlomagno y 12 pares |

| Tropa turca                                                                   | Tropa cristiana                                                                   |
| ----------------------------------------------------------------------------- | --------------------------------------------------------------------------------- |
| 1.er Batallón turco Banda de guerra, cuadro de escolta, cuadro de carabineros | 1.er Batallón Cristiano Banda de guerra, cuadro de escolta, cuadro de carabineros |
| 2.º Batallón Turco Banda de guerra, cuadro de escolta, cuadro de carabineros  | 2.º Batallón Cristiano Banda de guerra, cuadro de escolta, cuadro de carabineros  |
| 3.er Batallón Turco Banda de guerra, cuadro de escolta, cuadro de carabineros | 3.er Batallón Cristiano Banda de guerra, cuadro de escolta, cuadro de carabineros |

## Instrumentos utilizados
Tambores, cornetas y clarines por las bandas de guerra, utilizando los toques militares reglamentarios.
Rifles elaborados de forma artesanal y cañones, usando ambos pólvora como detonante, la cual esta autorizada por la 11.ª zona militar.
Espadas y caballos pertenecientes a la caballería que durante la fiesta realizan varias corridas en el campo al toque de las bandas de guerra.
Además varios adornos como el uniforme reglamentario de cada batallón además de cajas en forma de mochila, los bandos cristianos llevan una caja con un cojín alrededor y los turcos un cajón adornado con fruta, verdura y un pan en la parte superior del cajón.